# Drogón
Drogó de Sebourg (Drogo; francés: Drogon, Druon, Dreux) (Epinoy en Artois, Carvin, 1118 – Sebourg, 1186) fue un eremita que vivió recluido en una celda durante cincuenta años. Es venerado como santo por diversas confesiones cristianas.

## Biografía
Drogón nació en una familia de la nobleza flamenca, en un pueblo del Artois hoy perteneciente en Francia. Su madre murió en el parto y perdió a su padre cuando era adolescente. Drogón se sintió culpable de la muerte de su madre toda su vida, por lo que se mortificó e hizo penitencias. A los dieciocho años, se deshizo de sus bienes y huyó, haciéndose pastor y comenzando a hacer peregrinaciones, llegando hasta Roma unas diez ocasiones, de manera que el mismo  Papa lo absolvió de su supuesta culpa; a pesar de ello, nunca llegó a verlo. 
Durante seis años trabajó como pastor en Sebourg, cerca de Valenciennes, en la actual frontera con Bélgica, pasturando los rebaños de la dama Elisabeth La Haire. Su habilidad como pastor, para curar enfermedades del ganado y evitar que fuese atacado por insectos que les provocaban enfermedades, hizo que se le llamara desde otros lugares de Flandes y la Champaña, donde había muchos. 
La tradición dice que tenía el don de la bilocación, y numerosos testimonios decían que se le podía encontrar a la vez trabajando en el campo y asistiendo a los oficios litúrgicos del domingo.
Durante un peregrinaje, fue atacado por una enfermedad que le provocó una hernia que lo dejó casi inmovilizado de por vida, y lo deformó tanto que tuvo miedo de que lo viera el resto de la gente. Con ese aspecto monstruoso y apático, a los 26 años, se cerró en una celda que construyó para evitar que le viesen los habitantes de Sebourg, cerca de la iglesia. Vivió el resto de su vida, casi cincuenta años, evitando el contacto con las personas, a excepción del que podía tener a través de una obertura por la que recibía la Eucaristía (tan solo pan y vino los domingos). Escapó milagrosamente de un incendio que quemó toda la iglesia, de madera, pero no la celda anexa. Murió de tuberculosis el día de Pascua de 16 de abril de 1186, razón de su festividad.

## Veneración
Su familia reclamó su cuerpo, que los habitantes de Sebourg querían conservar como santo. El cuerpo fue colocado en un carro para llevarlo a Epinoy, pero a medida que el carro avanzaba, se iba haciendo cada vez más pesado, hasta llegar a no poder avanzar más en la loma siguiente, al límite del pueblo. Se interpretó como una señal que el cuerpo no tenía que dejar la ciudad y fue enterrado en la iglesia de Sebourg, que se convirtió en lugar de peregrinaje de la región. Una cruz recuerda el lugar donde el carro se paró, al lugar se le llama Le Taillendier o Mont-Joie.
Su culto se extendió sobre todo en el norte de Francia (Hainaut, Artois, Picardia y Cambrésis) y Flandes, y se conservan vidas del santo medievales en estas zonas, como la de Jacques de Guyse. La importancia del ganado en estas regiones explica su popularidad. En Sebourg se hace una procesión con el estandarte y el relicario del santo llevados por cofradías de Carvin y Sebourg, donde los pastores tienen un papel relevante.
Claude Louis-Combet (1932- ) escribió una novela, Les érrances Druon (Corti, 2005), donde el santo aparece como un místico perseguido por el sentimiento de culpabilidad por la muerte de su madre.